# Arpwatch
Arpwatch est un outil d'administration réseau permettant de surveiller l'activité du protocole ARP d'un réseau informatique. Il génère l'historique pour chaque association d'adresse MAC à une adresse IP, en y ajoutant un horodatage lorsque l'information bicéphale apparaît sur le réseau. Il dispose également d'une option d'alerte e-mail destinée à prévenir l'administrateur du changement ou de l'ajout d'une telle donnée.
Les administrateurs réseaux surveillent généralement l'activité ARP dans le but de détecter les attaques par empoisonnement/usurpation ARP.
C'est un logiciel libre développé par Craig Leres dans le cadre de ses activités de chercheur au sein du Laboratoire national Lawrence-Berkeley, et distribué selon les termes de la licence BSD modifiée. Leres est également connu pour la réalisation des premières versions de l'analyseur de paquets tcpdump et de sa bibliothèque logicielle libpcap.